# Peritrichocera bipectinata
Peritrichocera bipectinata is een vlinder uit de familie Carposinidae. De wetenschappelijke naam van deze soort is voor het eerst geldig gepubliceerd in 1961 door Diakonoff.
De soort komt voor in tropisch Afrika.